# Oasi di Porto (Ferrara)
Le Oasi di Porto costituiscono un'area di interesse naturalistico sita in provincia di Ferrara, al confine del comune di Portomaggiore con il comune di Argenta. È possibile praticare pesca sportiva e birdwatching. L'area è divisa in due parti: l'oasi di Porto e l'oasi di Bando.

## Oasi di Porto
È costituita da una serie di isolette alberate, collegate tra loro da ponticelli in legno che attraversano il laghetto frequentate soprattutto dai pescatori, ma anche da turisti o appassionati di bird watching. Qui i pescatori possono cimentarsi nella pesca alla carpa, all'anguilla e al pescegatto. L'area di pesca è rimasta integra ed è una delle poche aree della Provincia di Ferrara insieme alle Anse Vallive a non avere la presenza del nocivo pesce siluro e dei gamberi rossi americani.

## Oasi-anse vallive di Bando e Porto
Sono un fazzoletto di terra rimasto integro della ex valle del Mezzano non sottoposta a bonifica nel 1965, utilizzata all'epoca per lo scarico delle acque di lavorazione dello zuccherificio di Bando ora dismesso. Inizialmente lo stato delle acque era in pessime condizioni al punto da procurare malattie agli uccelli che si fermavano, ma sono poi state riportate a condizioni ottimali e oggi sono punto di sosta dei migratori.
All'interno delle oasi vi è un piccolo museo di storia naturale e un'area attrezzata con tavoli e panchine coperti da tettoie in paglia. Vi sono numerosi punti di osservazione degli uccelli lungo un percorso in mezzo alla boscaglia costituita da giunchi, tamerici e sambuchi. Ai lati del percorso vi è una zona paludosa dove vivono diverse specie ittiche. Vi è anche una zona con voliere dove possono nidificare le cicogne. Negli ultimi anni è stata costruita una zona dove si possono ammirare uccelli per lo più tropicali in gabbie molto grandi e comode, tra gli uccelli possiamo ricordare pappagalli, kookaburra, cacatoa e cicogne nere. Il museo di storia naturale comprende alcuni esemplari di uccelli e pesci della zona imbalsamati, le loro uova e le nidificazioni e la riproduzione di alcuni habitat naturali della palude ferrarese.

## Fauna

### Uccelli
- Cavaliere d' Italia
- Airone bianco maggiore
- Germano reale
- Airone cenerino
- Oca selvatica
- Cicogna

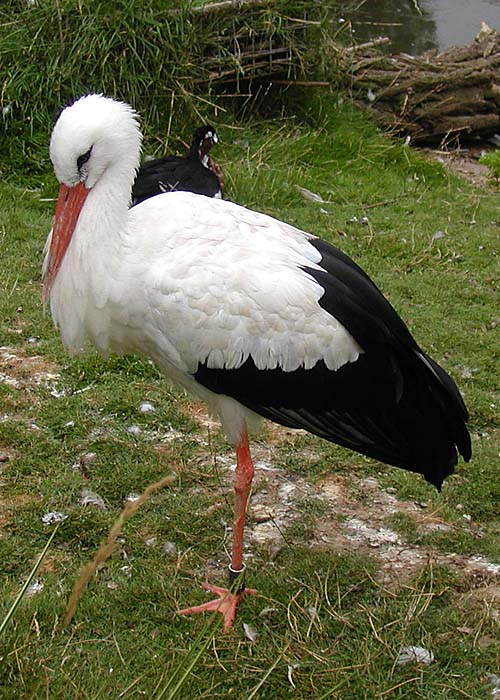
Cicogna bianca

- Fenicottero (solo qualche esemplare)
- Garzetta
- Nitticora
- Sgarza ciuffetto
- Airone rosso
- Folaga
- Alzavola
- Falco di palude
- Albanella

### Pesci

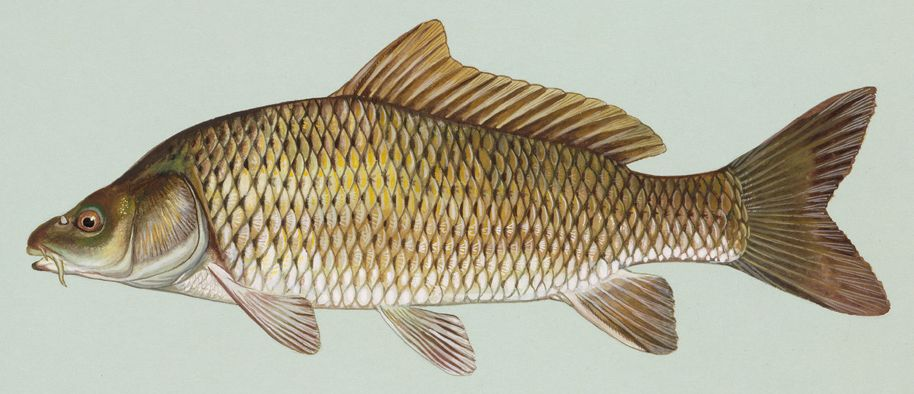
Carpa comune

- carpa
- Carassio
- Carassio dorato (pochi esemplari)
- Pesce gatto
- Scardola
- Lucioperca o Sandra
- Anguilla
- Tinca
- Alborella

### Rettili
- Testuggine mediterranea
- Testuggine d' acqua
- Ramarro
- Geco

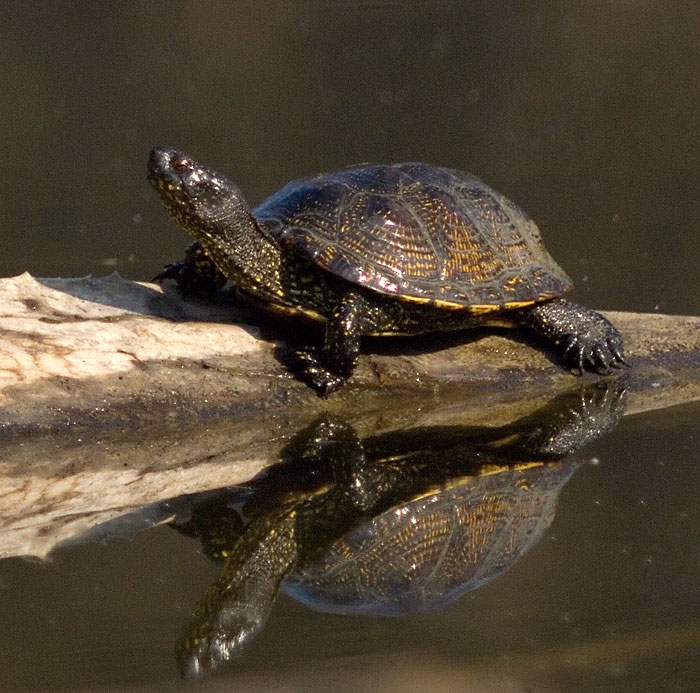
Testuggine d' acqua

- Possibile la presenza del Camaleonte comune

## Galleria d'immagini

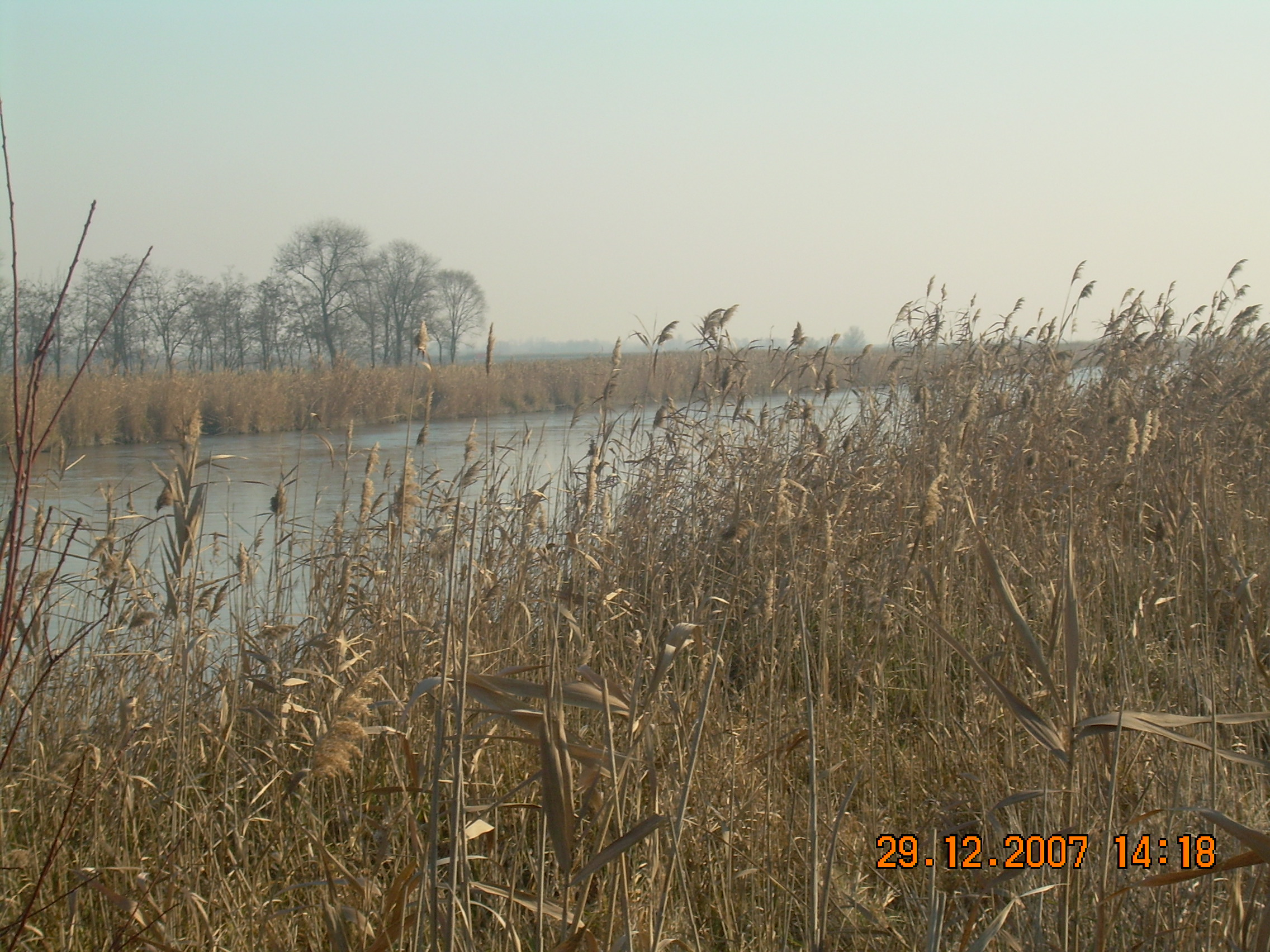
Canale che circonda le oasi
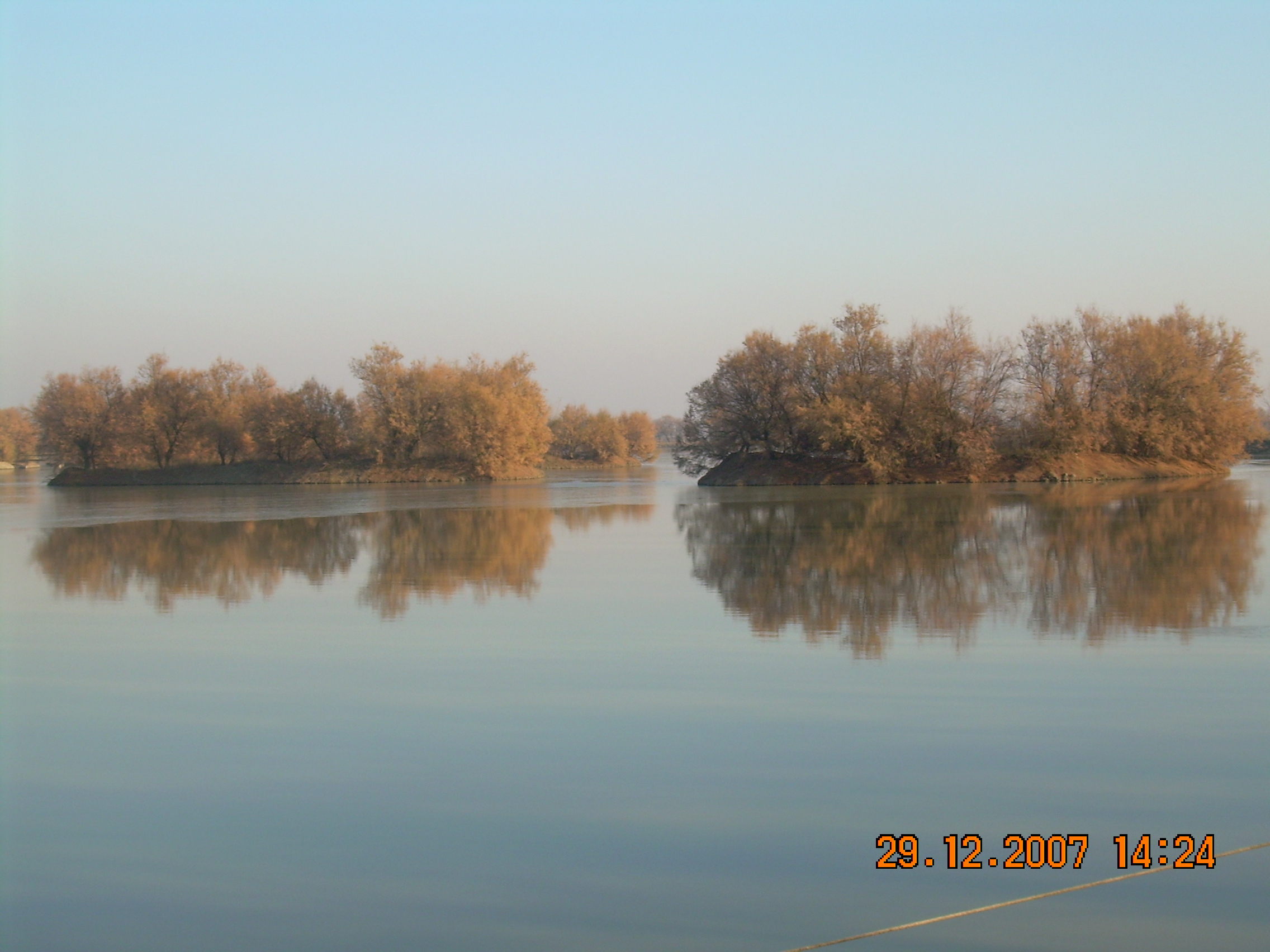
isolette delle oasi
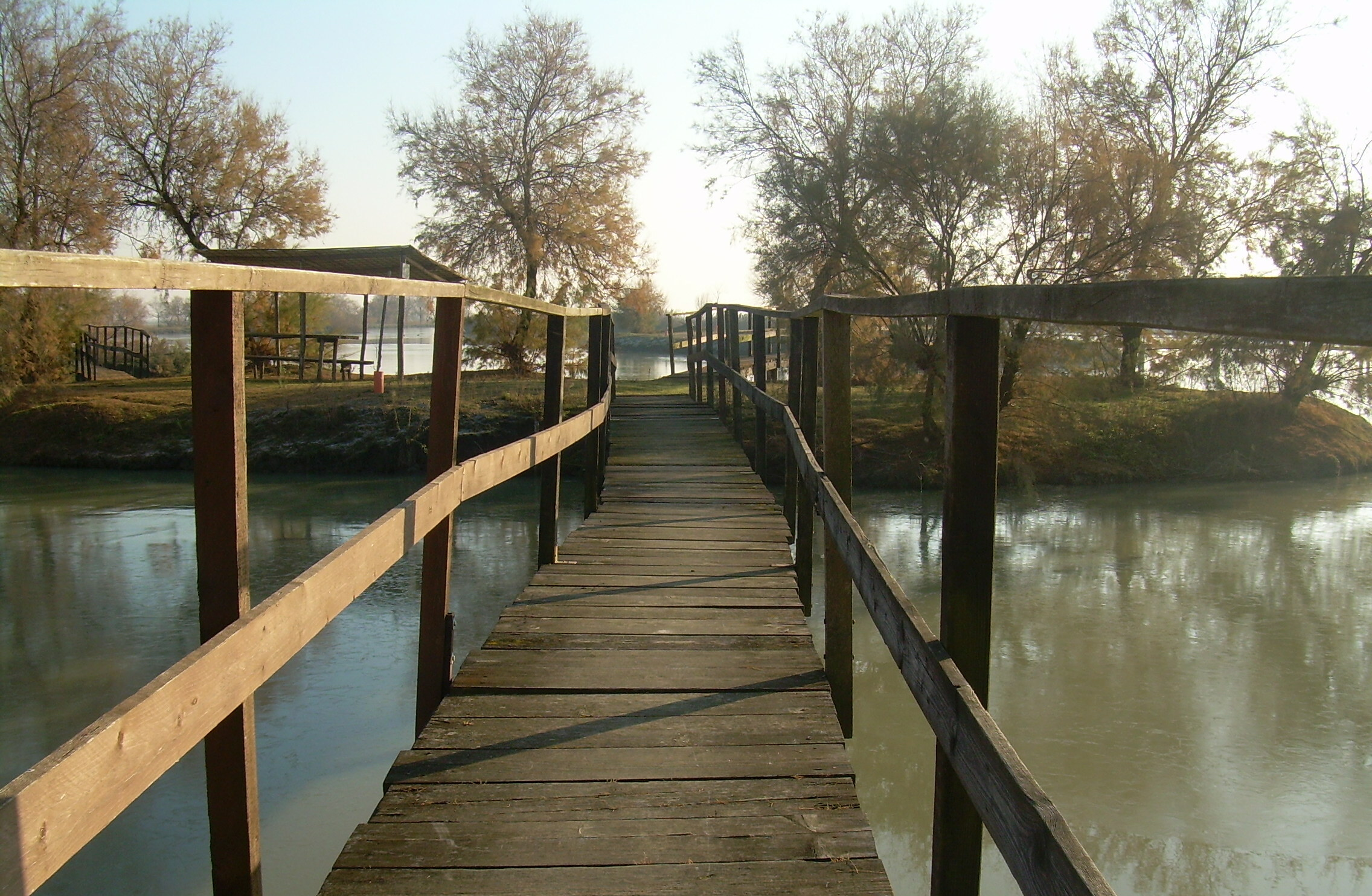
ponticello di legno che collega gli isolotti
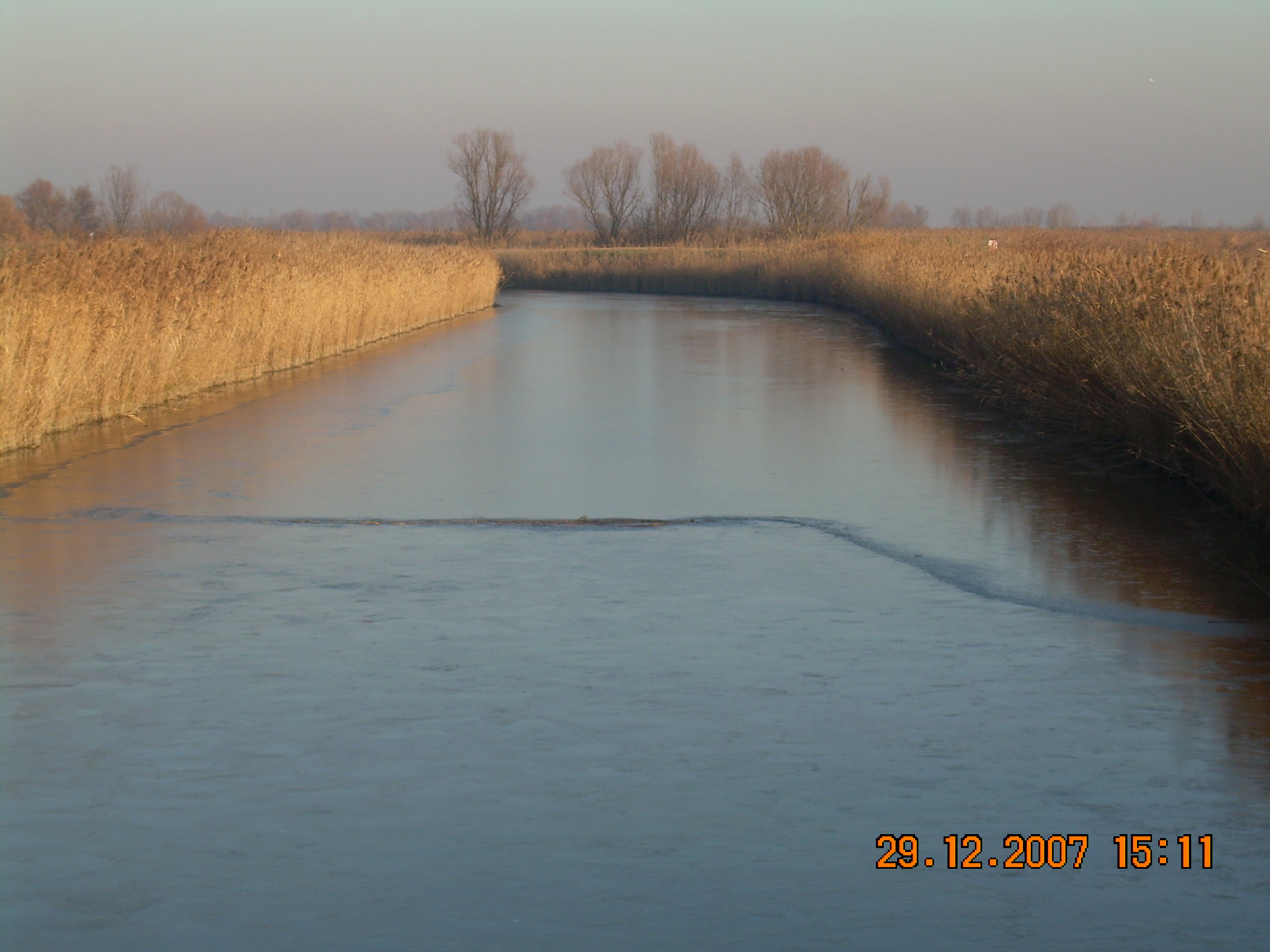
canale nei pressi di Bando
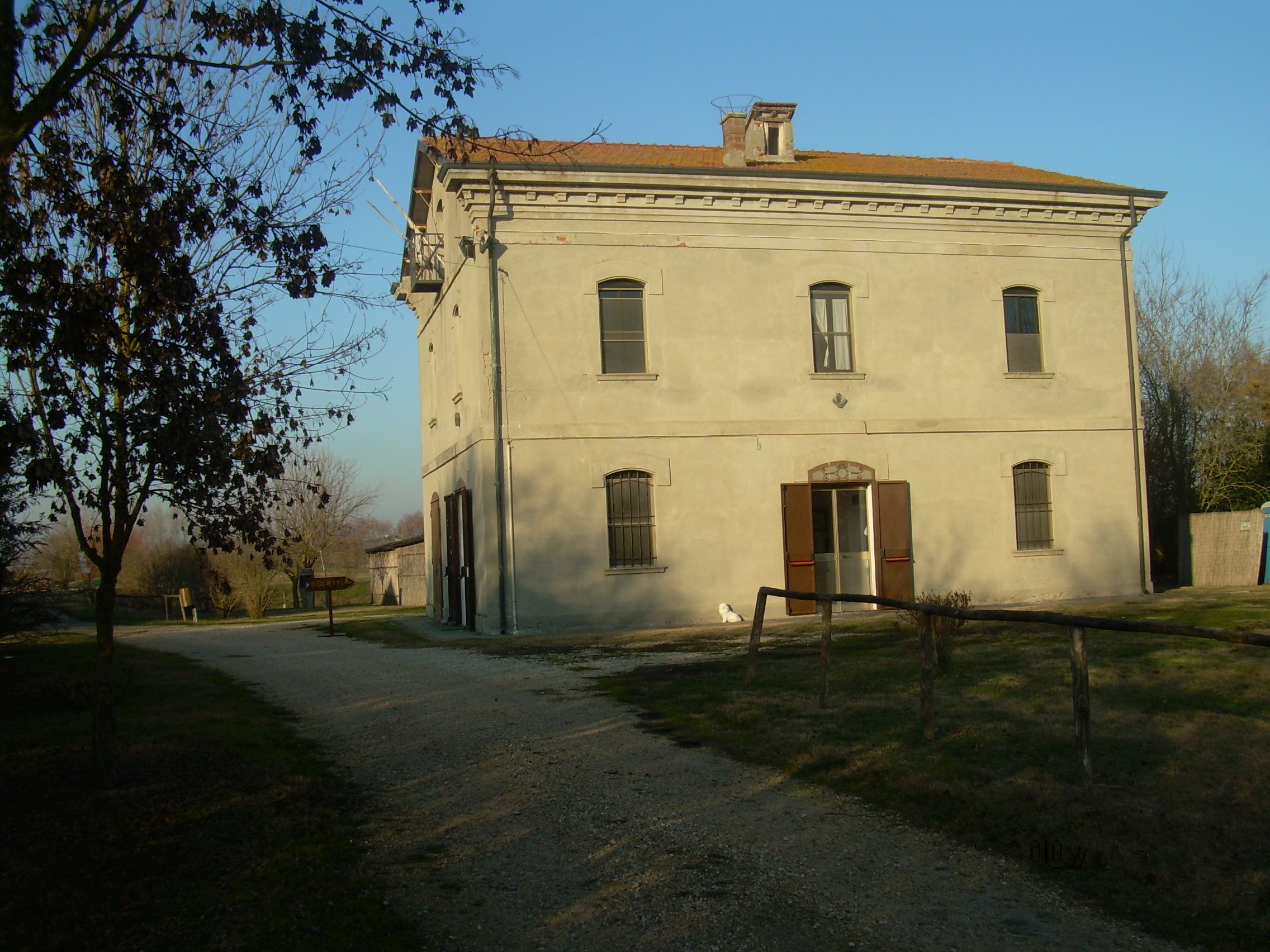
Museo di storia naturale delle Anse Vallive di Bando-Porto
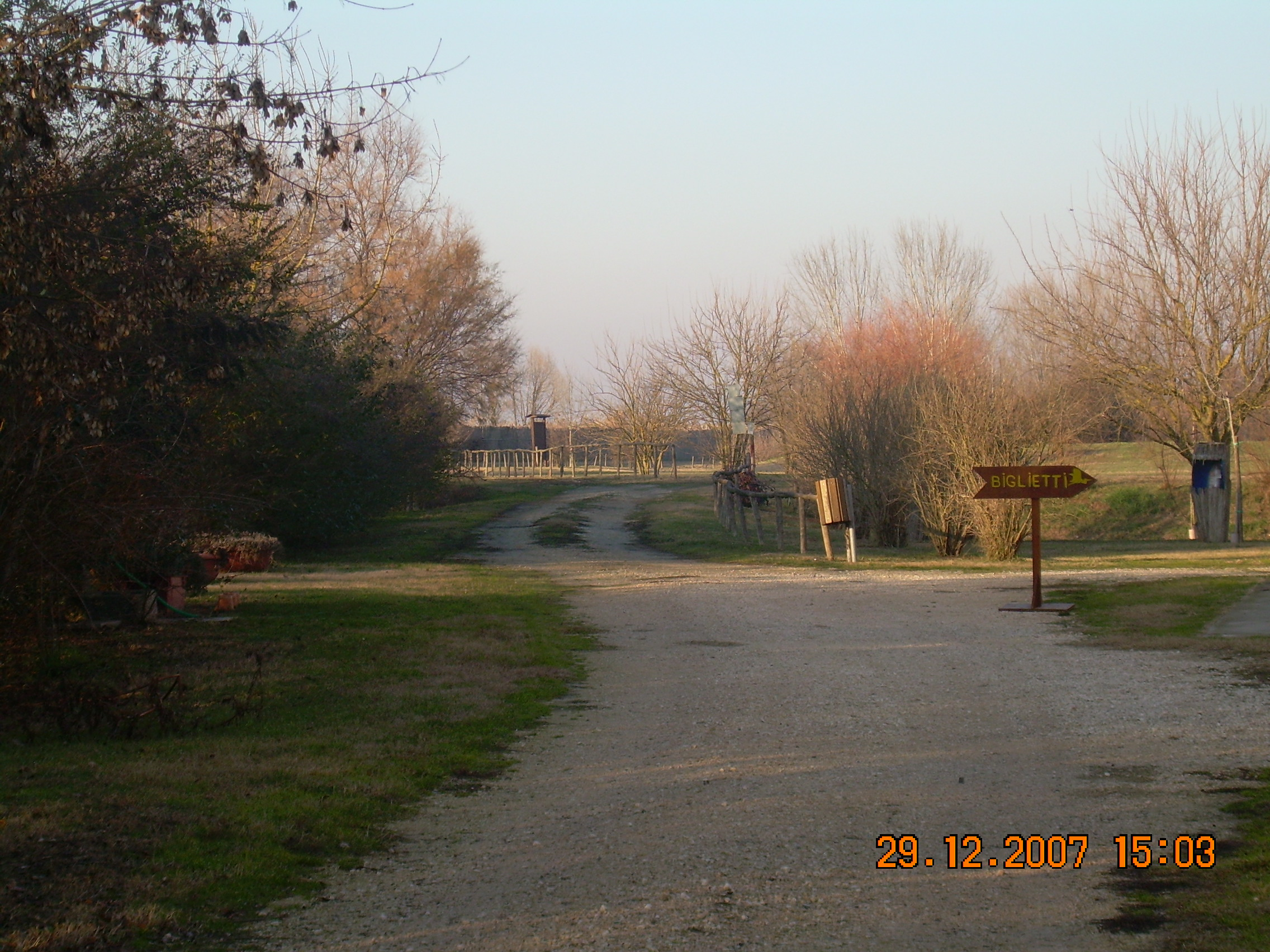
Ingresso all' area protetta